# Tadascarta
Tadascarta is een geslacht van halfvleugeligen uit de familie schuimcicaden (Cercopidae). De wetenschappelijke naam van dit geslacht is voor het eerst geldig gepubliceerd in 1940 door Matsumura.

## Soorten
Het geslacht Tadascarta omvat de volgende soorten:
- Tadascarta formosana (Kato, 1929)
- Tadascarta rubripennis Matsumura, 1940